# Bitva u Durbeského jezera
Bitva u Durbeského jezera neboli bitva u jezera Durbe proběhla u Durbeského jezera ve Žmudi 13. července 1260 a vojsko litevského kmene Žemaitů v ní porazilo spojené síly německých a livonských rytířů posílené o oddíly Švédů, baltských Prusů, Estonců, estonských Dánů, a Kuronců. Porážku křižáckých armád způsobilo, že Kuronci a Estonci, kteří byli do livonského vojska násilně naverbováni, v průběhu boje zaútočili na vlastní týl.

## Pozadí
V roce 1251 se litevský velkokníže Mindaugas rozhodl přijmout křesťanství, za což mu odměnou byla podpora papeže, uznání a korunovace v roce 1253 na litevské krále. Řádu německých rytířů, který dosud vedl proti Litvě výboje, postoupil Žemaitsko (Žmuď), kde měli hlavní slovo novému králi oponující velmoži. Reakcí Žemaitů bylo povstání proti rytířskému řádu. Vojsko povstalců patrně vedl Mindaugasův synovec a schopný vojevůdce pohan Treniota, ale jeho velení je historiky pouze předpokládané, nikoli potvrzené. Kníže Treniota byl spoluvladařem litevského velkoknížete a tehdy faktickým vládcem Žmudi, k velení vojska by tedy měl pádný důvod. Dalším kandidátem by mohl být jistý žemaitský stařešina Algminas (nebo Alminas, Almenas), který předtím vedl úspěšné nájezdy Žemaitů na řádová území Kuronska a zvítězil nad livonskými rytíři v bitvě u Skuodasu.
Dne 25. ledna 1260 obdrželi řádoví rytíři papežské požehnání křížové výpravy prostřednictvím buly Alexandra IV. a uzavřeli mírovou dohodu s mazovským knížetem Siemowitem. Když se na hradě Memel setkaly křižácké armády obou rytířských řádů a jejich spojenců, plánovaly posílit obležený Georgenburg, záhy se k nim doneslo, že na Kuronsko čelí velkému útoku žemaitských vojsk. Na místo toho se rytíři rozhodli pokračovat směrem k dnešnímu Lotyšsku, aby Žemaity zastavili, obě armády se střetli na jižním břehu Durbeského jezera.

## Průběh bitvy
Řádové vojsko sužovaly od počátku vnitřní neshody a slabá morálka. Nejprve Dánové z Estonska odmítli sesednout ze svých koní, jež nebyli pro svou váhu příliš vhodní pro boj v bažinatém terénu. Poté, když bitva vypukla, Kuronci opustili křižácké vojsko, protože řádoví rytíři odmítli vysvobodit kuronské zajatce z žemaitského tábora. Řádový kaplan a kronikář řádu Petr von Dusburg zaznamenal, že Kuronci dokonce zaútočili na křižácký týl. Estonci a ostatní místní odvedenci záhy na to z bitvy uprchli. Po ztrátě nebo zběhnutí těchto jednotek na nepřátelskou stranu se řádoví rytíři octli v obklíčení a v boji utrpěli těžké ztráty. Na zhruba 150 řádových rytířů padlo včetně livonského zemského mistra Burcharda von Hornhausen se stovkami spřízněných světských rytířů a vojáků nízkého postavení.
Ačkoli je bitva podrobně vylíčena v Livonské rýmované kronice, žádný ze soudobých zdrojů nezmiňuje, kdo byl vůdcem vojska Žemaitiů. Pouze Šimon Grunau ve své kronice napsané mezi lety 1517–1526 se zmiňuje, že jím byl Treniota. V roce 1982 publikoval historik Edvardas Gudavičius vlastní studii, v níž tvrdil, že Treniota nebyl původem Žemait a nemohl proto velet žemaitské armádě. Inga Baranauskienė tvrdila, že armádě velel žemaitský starší Algminas, který byl zvolen před rokem 1256.

## Důsledky
Důsledkem porážky německých rytířů u Durbeského jezera bylo, že litevský král Mindaugas se musel potýkat s tlakem nepřátelských velmožů a protikřesťanským tendencím ve své zemi. Po nátlaku svého vojevůdce Trenioty zavrhl v roce 1261 křesťanství, přerušil mírové vztahy a obrátil se proti oslabenému řádu, aby získal obnovení dohody s Žemaity a navázal spojenectví s Alexandrem Něvským. Řádové oddíly byly vyhnány z Žemaitska. Příležitosti využili také podmanění Prusové k novému povstání na území řádu. Proti rytířům povstali také Zemgalové, Kurové a na ostrově Saaremaa Estonci. Povstání Prusů a západních Litevců trvalo 14 let. Současně probíhaly útoky Litvy na řád, ale přes jeho oslabení nebyly dostatečně účinné. Později byl Mindaugas zavražděn v důsledku spiknutí zosnovaného Treniotou.